# Southern Winds

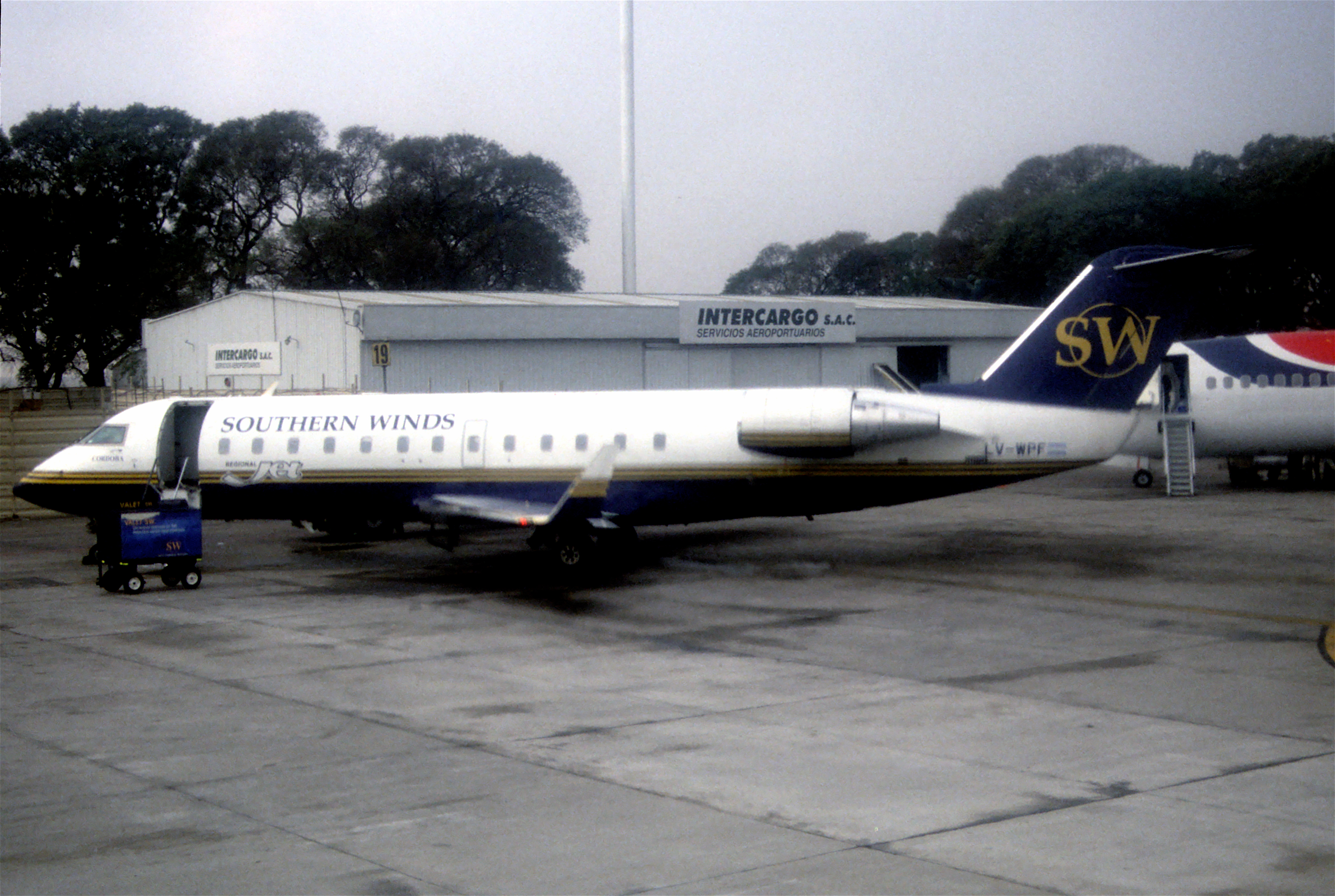
Canadair CRJ100LR de Southern Winds à l'Aéroport Jorge Newbery en 2000.

Southern Winds Lineas Aereas (code AITA : A4 ; code OACI : SWD) est une compagnie aérienne argentine, créée en 1996 à Cordoba.
Son premier avion a été un Bombardier CRJ.